# Nova Lipa, Črnomelj
Nova Lipa este o localitate din comuna Črnomelj, Slovenia, cu o populație de 104 locuitori.